# John Sirica
John Joseph Sirica (19 de marzo de 1904 – 14 de agosto de 1992) fue el juez principal del tribunal de distrito de los Estados Unidos para el distrito de Columbia, donde se hizo famoso por el papel que desempeñó como juez principal en el escándalo Watergate. Atrajo la atención nacional durante el escándalo Watergate cuando exigió que el presidente Richard Nixon entregara sus grabaciones de las conversaciones en la Casa Blanca.
La implicación de Sirica en el caso comenzó cuando presidió el juicio de los ladrones del Watergate. No creyó la afirmación de que habían actuado en solitario y los persuadió o los coaccionó para que implicaran a las personas que habían preparado el robo. Por su papel en el caso Watergate el juez fue nombrado persona del año de 1973 por la revista Time (revista).
John Sirica nació en Waterbury (Connecticut), hijo de Ferdinand y Rose Zinno Sirica, ambos inmigrantes italianos. Se trasladó a Washington D. C. en 1918, donde estudió en la Emerson Preparatory School y más tarde en la Columbia Preparatory School. Sirica recibió su doctorado en Derecho en el Law Center de la Universidad Georgetown tras un tiempo de labor como ayudante en la Universidad Duke.  Era republicano y fue asignado a los tribunales en 1957 por el presidente Dwight D. Eisenhower.
Sirica había conseguido una dilatada carrera sin distinciones antes del caso Watergate. El autor Joseph Goulden escribió un libro sobre los jueces federales titulado The benchwarmers (Los calientabanquillos) y mencionaba que muchos abogados que comparecían en el tribunal de Sirica tenían en poca consideración su persona o sus habilidades como juez. Muchos se quejaban de que perdía con facilidad los nervios y que cometía errores legales negligentes. Le apodaron "John el máximo" porque otorgar a los defensores la sentencia máxima que permitían los protocolos.
Se jubiló en 1986 y falleció en 1992 a la edad de 88 años.
Sirica publicó su relato del caso Watergate en 1979 con el título To Set the Record Straight.